# Austrolycopodium aberdaricum
Austrolycopodium aberdaricum är en lummerväxtart som först beskrevs av Emilio Chiovenda, och fick sitt nu gällande namn av Josef Holub. Austrolycopodium aberdaricum ingår i släktet Austrolycopodium och familjen lummerväxter. Inga underarter finns listade i Catalogue of Life.